# Drycothaea ochreoscutellaris
Drycothaea ochreoscutellaris es una especie de escarabajo longicornio del género Drycothaea, familia Cerambycidae. Fue descrita científicamente por Breuning en 1940.
Habita en Brasil, Ecuador, Surinam y Guayana Francesa. Los machos y las hembras miden aproximadamente 9,3-14,3 mm. El período de vuelo de esta especie ocurre en los meses de abril, junio, julio, agosto, septiembre y octubre.